# Чемпионат СССР по лыжным гонкам 1940
13-й лично-командный чемпионат СССР по лыжным гонкам проходил в Москве с 24 по 28 февраля 1940 года. Соревнования проводились по восьми дисциплинам — гонки на 20, 50 км, эстафета 4×10 км, бег патрулей 10 км (мужчины), гонка на 5, 15 км, эстафета 4х5 км, бег команд 5 км (женщины).

## Медалисты

### Мужчины
|                     | Золото                                                                  | Серебро                                                                  | Бронза                                                                 |
| ------------------- | ----------------------------------------------------------------------- | ------------------------------------------------------------------------ | ---------------------------------------------------------------------- |
| Гонка на 20 км      | Васильев Дмитрий РККА Москва                                            | Печников Григорий РККА Москва                                            | Хапанцев Иван «Локомотив» Москва                                       |
| Гонка на 50 км      | Карпов Андрей РККА Москва                                               | Поносов Михаил «Буревестник» Челябинск                                   | Егоров Петр «Буревестник» Москва                                       |
| Эстафета 4х10 км    | «Динамо» Оралов Николай Смирнов Василий Иванов Алексей Добрышин Алексей | РККА Щатков Николай Мозжухин Григорий Монжосов Николай Печников Григорий | «Спартак» Поджио Николай Баусов Дмитрий Кашкин Василий Додонов Аркадий |
| 10 км. Бег патрулей | «Динамо» Иванов Алексей Смирнов Василий Добрышин Алексей                | РККА Карпов Андрей Булочкин Георгий Печников Григорий                    | «Крылья Советов» Кузьмин Константин Гиляшев Иван Балыков Павел         |

### Женщины
|                  | Золото                                                                    | Серебро                                                                 | Бронза                                                                    |
| ---------------- | ------------------------------------------------------------------------- | ----------------------------------------------------------------------- | ------------------------------------------------------------------------- |
| Гонка на 5 км    | Блаженова Валентина «Крылья Советов» Горький                              | Кулакова Любовь «Сталинец» Москва                                       | Осадчая Мария «Спартак» Москва                                            |
| Гонка на 15 км   | Початова Мария «Зенит» Москва                                             | Кохановская(Дрожжина) Клавдия «Буревестник» Москва                      | Кулакова Любовь «Сталинец» Москва                                         |
| Эстафета 4х5 км  | «Динамо» Минина Мария Горбунова Тамара Зорина Татьяна Воробьева Екатерина | «Локомотив» Маркова Неонила Велимаа Айна Денисова Нина Зимина Валентина | «Сталинец» Андреева Валентина Гордеева Анна Грачева Мария Кулакова Любовь |
| Бег команд. 5 км | «Динамо» Минина Мария Зорина Татьяна Додонова Валентина                   | «Сталинец» Кулакова Любовь Грачева Мария Андреева Валентина             | «Крылья Советов» Блаженова Валентина Кравченко Вера Савельева Валентина   |